# Гласборо (Њу Џерзи)
Гласборо (енгл. Glassboro) град је у америчкој савезној држави Њу Џерзи.

## Демографија
По попису из 2010. године број становника је 18.579, што је 489 (-2,6%) становника мање него 2000. године.
| Група             | 2000.          | 2010.          |
| Белци             | 13.904 (72,9%) | 12.899 (69,4%) |
| Афроамериканци    | 3.712 (19,5%)  | 3.469 (18,7%)  |
| Азијати           | 441 (2,3%)     | 534 (2,9%)     |
| Хиспаноамериканци | 728 (3,8%)     | 1.378 (7,4%)   |
| Укупно            | 19.068         | 18.579         |